# ألكسندر ديموف
ألكسندر ديموف (بالبلغارية: Александър Димов)‏ (15 مايو 1987 ببلغاريا - ) هو لاعب كرة قدم بلغاري في مركز حراسة المرمى. لعب مع OFC Nesebar ‏ وFC Dunav Ruse ‏ وPFC Svetkavitsa Targovishte ‏ وFC Lokomotiv Gorna Oryahovitsa ‏ وFC Benkovski Byala ‏ وFC Dorostol Silistra ‏.

## وصلات خارجية
- ألكسندر ديموف على موقع قاعدة بيانات كرة القدم.إي يو (الإنجليزية)
- ألكسندر ديموف على موقع قاعدة بيانات كرة القدم.إي يو (الإنجليزية)